# Žiga Škoflek
Žiga Škoflek, slovenski nogometaš, * 22. julij 1994, Vojnik.
Škoflek je profesionalni nogometaš, ki igra na položaju vezista. Od leta 2025 je član avstrijskega kluba USV Rudersdorf. Pred tem je igral za slovenske klube Šampion, Aluminij, Rudar Velenje, Muro in Ilirijo 1911, poljski Stal Mielec, avstrijski TuS Heiligenkreuz ter ruska Orenburg in Torpedo Moskva. Skupno je v prvi slovenski ligi odigral 93 tekem in dosegel 26 golov.